# Vishvakarman

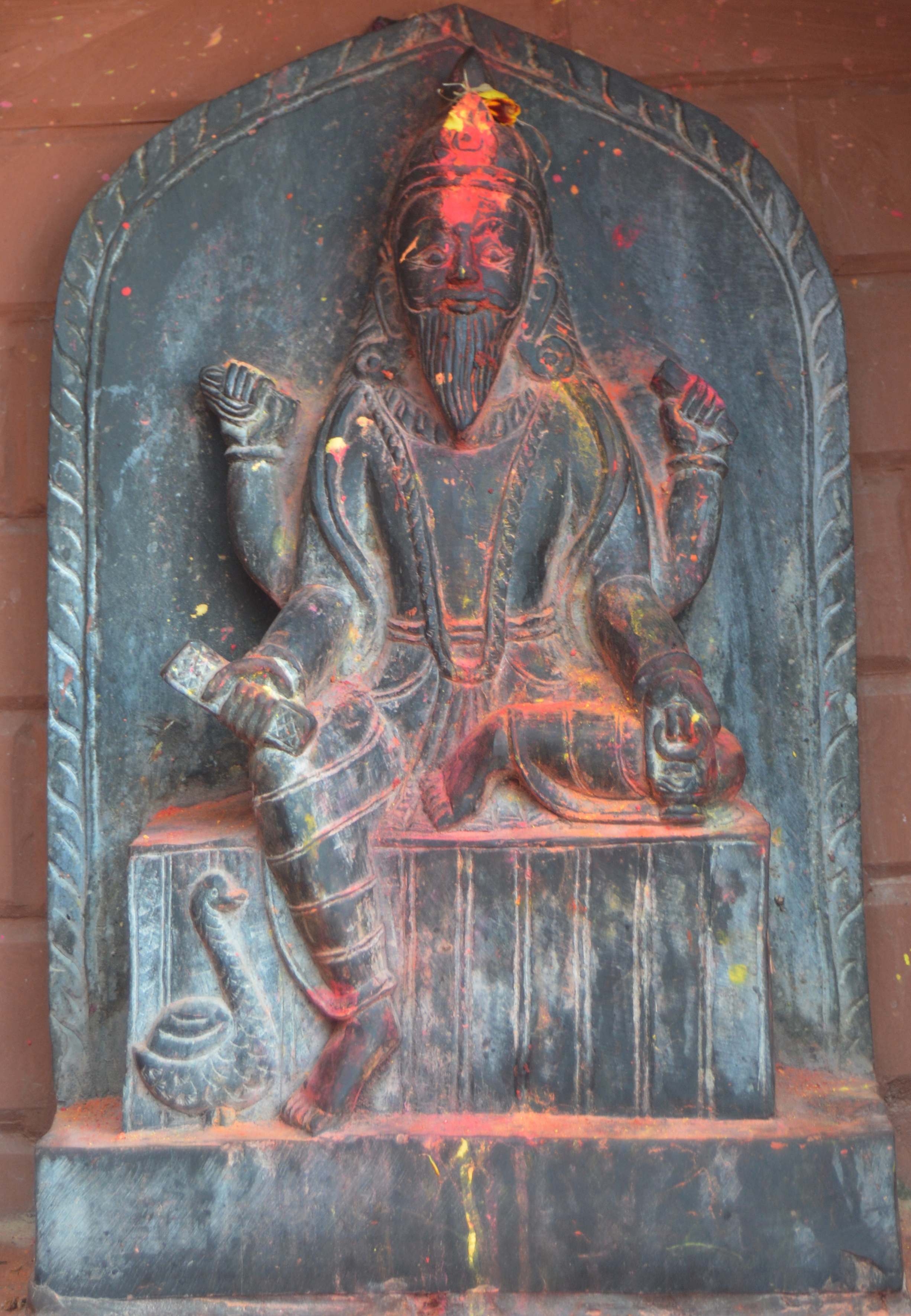
Verehrtes Standbild von Vishvakarman im Kathmandutal, Nepal. Links unten sein Reittier (vahana), die Gans hamsa

Vishvakarman oder Vishvakarma (Sanskrit विश्वकर्मन् viśvakarman bzw. विश्वकर्मा viśvakarmā m. „der Allschaffende“) ist im Hinduismus der göttliche Baumeister und auch der Erschaffer der Welt, weshalb er mit Prajapati gleichgesetzt werden kann. Seine Person wurde erst im späten Vedismus entwickelt und zeigt frühe Spuren einer allgöttlichen Macht. Später wurde er als göttlicher Baumeister des Universums und Urvater aller Künste betrachtet.

## Mythos
Das Epos Ramayana sagt, dass Vishvakarman die Stadt Lanka erbaute, die von Ravana und den Rakshasas bewohnt wurde. Nach den Puranas schmiedete er die Waffen der Götter, darunter den Diskus von Vishnu, den Dreizack von Shiva und den Speer von Karttikeya, weshalb er manchmal auch mit Tvashtri gleichgesetzt wird.